# Nowy Młyn (województwo pomorskie)
Nowy Młyn (niem. Neumühl(e)) – kolonia Polsce w Polsce w  województwie pomorskim, w powiecie chojnickim, w gminie Czersk. 
Miejscowość wchodzi w skład sołectwa Zapędowo.
W latach 1975–1998 miejscowość administracyjnie należała do województwa bydgoskiego.